# Teskeyostrea weberi
Teskeyostrea weberi är en musselart som först beskrevs av Olsson 1951.  Teskeyostrea weberi ingår i släktet Teskeyostrea och familjen ostron. Inga underarter finns listade i Catalogue of Life.